# Marc Martí Totxo

Marc Martí Totxo 1593

Marc Martí Totxo (* 14. Mai 1531 in Alaior, Menorca; † 14. November 1617 ebenda) war ein spanischer Theologe und eine einflussreiche Person der römisch-katholischen Kirche in Spanien.

## Leben
Marc Martí, als Sohn einer wohlhabenden Familie geboren, studierte Theologie und beendete 1557 mit dem Doktorgrad sein Studium an der Universität Valencia.
1558, als die osmanische Kriegsflotte Ciutadella auf der Baleareninsel Menorca eroberte und plünderte, wurden sein Vater, seine Mutter und seine Geschwister gefangen genommen. Er selbst befand sich zu dem Zeitpunkt nicht auf der Insel. Als die osmanische Flotte den Süden Frankreichs erreichte, konnte die Mutter fliehen, aber sein Vater und die Geschwister wurden nach Konstantinopel deportiert. Sein Vater Antoni verstarb während der Reise, als er versuchte, seine Kinder zu befreien. Dieses Ereignis hat das weitere Leben von Marc Marti geprägt.
1560 Marc Martí wurde er in die Leitung der Universitat de Menorca berufen, um Anträge an den König Felipe II. voranzutreiben. 1563 reiste er in die Hauptstadt Konstantinopel, um über die Freilassung der rund 4000 Gefangenen aus Menorca zu verhandeln.
Es gelang ihm in Konstantinopel unter großen Schwierigkeiten, etwa achtzig Gefangene freizukaufen. Während der Aktion wurde er als Spion angeklagt und eingekerkert, aber er konnte entkommen. Marc Martí kehrte Anfang des Jahres 1565 nach Spanien zurück. Die Vorwürfe des Osmanischen Reichs wegen Spionage waren allerdings berechtigt, denn er sandte in der Zeit mehrere hochbrisante Berichte an das spanische Königshaus.
König Felipe II. zeichnete ihn für seine Dienste aus, indem er Marc Martí Totxo 1565 zum Propst von Menorca ernannte. Er wurde zur höchsten Autoritätsperson der Insel, die damals zum Bistum Mallorca gehörte. In der Folgezeit wurde Marc Martí die wichtigste Person der römisch-katholischen Kirche auf den Baleareninseln. Er war nicht nur Propst und Rektor von Santa María de Ciutadella, sondern auch Inselkommissar der Inquisition und Generalvikar des Bischofs von Mallorca.
Im hohen Alter von 86 Jahren verstarb er am 14. November 1617 auf der Insel Menorca.